# Genio atrapado
Genio atrapado – piosenka latin-popowa stworzona przez Davida Franka, Pamelę Sheyne, Rudy’ego Péreza i Steve’a Kipnera na hiszpańskojęzyczny album studyjny amerykańskiej wokalistki Christiny Aguilery pt. Mi Reflejo (2000). Wyprodukowany przez Péreza, Kipnera i Franka, utwór wydany został jako inauguracyjny singel promujący krążek 21 sierpnia 2000 roku. Jeszcze w 2000 kompozycja została nominowana do nagrody Latin Grammy w kategorii najlepszy żeński występ pop.
Utwór jest latynoskim odpowiednikiem przeboju Aguilery z jej debiutanckiego albumu, „Genie in a Bottle”.

## Informacje o utworze
Odniesienia do „Genio atrapado” padają w późniejszej hiszpańskojęzycznej piosence Aguilery, „Ya llegué” z minialbumu La Fuerza (2022).

## Wydanie singla
Utwór opublikowany został na singlu latem, 21 sierpnia 2000 roku jako inauguracyjne wydawnictwo singlowe promujące krążek Mi Reflejo. Został hitem w państwach hiszpańskojęzycznych, głównie w krajach Ameryki Południowej i Środkowej (między innymi miejsce #1 na liście przebojów w Kostaryce oraz miejsce #2 w Argentynie), choć także w Hiszpanii (pozycja #12 tutejszego zestawienia przebojów singlowych). W Stanach Zjednoczonych piosenka notowania była na trzech listach magazynu Billboard: Hot Latin Tracks, Latin Pop Songs i Latin Tropical Songs – kolejno na pozycjach 13., 13. i 7.

## Recenzje
Linda Richards, recenzentka magazynu Blue Coupe, doceniła utwór „Genio atrapado” w omówieniu albumu Mi Reflejo. „W tłumaczeniu na język hiszpański piosenka nie doznaje żadnego bólu, a Aguilera uderza swoim wokalem w sedno geniuszu” – napisała. Stephen Thomas Erlewine (AllMusic) wymienił utwór wśród najlepszych kompozycji zawartych na Mi Reflejo. Nieprzychylną recenzję wydał pamflecista serwisu internetowego muzyka.onet.pl, pisząc: „Trudno się (...) oprzeć wrażeniu, że śpiewając „Genie in a Bottle” w wersji „Genio atrapado” (...) Christina robi sobie krzywdę. Z superprzeboju powstał dziwoląg, który trudno potraktować serio po tym, jak się go słyszało już setki razy...”

## Teledysk
Wideoklip do utworu „Genio atrapado” stanowi wierną inscenizację teledysku do „Genie in a Bottle”. Zastosowano w nim te same ujęcia, układy taneczne, stroje, a także tę samą scenerię, co w nadmienionym klipie. Oba teledyski wyreżyserowała Diane Martel, choreografię do obu stworzyli Jermaine Browne oraz Darrin Henson.

## Promocja i wykonania koncertowe
13 września 2000 roku Aguilera wykonała „Genio atrapado” przed publicznością zgromadzoną z okazji wręczenia nagród Latin Grammy Awards. Ceremonia odbyła się w hali Staples Center w Los Angeles. 20 stycznia 2001 wokalistka wystąpiła z utworem podczas imprezy Caracas Pop Festival w stolicy Wenezueli. W ramach koncertu wykonała w sumie dwanaście piosenek.

## Oficjalne wersje singla
1. „Album Version” – 3:37
2. „Pablo Flores Miami Mix” – 10:20
3. „Pablo Flores Miami Mix Edit” – 4:37
4. „Pablo Flores Dub” – 8:03

## Twórcy
- Główne wokale: Christina Aguilera
- Producent: Rudy Pérez, Steve Kipner, David Frank
- Autor: Rudy Pérez, David Frank, Pamela Sheyne, Steve Kipner
- Mixer: Dave Way, Javier Garza
- Programming: Joel Someillan
- Nagrywanie: Bruce Weeden

## Pozycje na listach przebojów
| Kraj/region       | Notowanie (2000)       | Wydawca            | Najwyższa pozycja |
| ----------------- | ---------------------- | ------------------ | ----------------- |
| Argentyna         | Top 100 Airplay        | IFPI               | 1                 |
| Argentyna         | Top 100 Singles        | IFPI               | 2                 |
| Hiszpania         | Top 50 Singles         | PROMUSICAE         | 12                |
| Kostaryka         | Top 40 Singles         | IFPI               | 1                 |
| Meksyk            | Official Singles Chart | IFPI               | 20                |
| Stany Zjednoczone | Hot Latin Tracks       | Billboard          | 13                |
| Stany Zjednoczone | Latin Pop Songs        | Billboard          | 13                |
| Stany Zjednoczone | Latin Tropical Songs   | Billboard          | 7                 |
| Wenezuela         | Official Singles Chart | Record Report/IFPI | 112               |

## Informacje dodatkowe
- „Genio atrapado” znalazł się na wydanej przez Sony BMG kompilacji 2000 Latin Grammy Nominees, na którą złożyły się utwory nominowane do nagrody Latin Grammy w 2000 roku[5].